# یواس‌اس کوئین
یواس‌اس کوئین (به انگلیسی: USS Queen) یک کشتی بود که طول آن ۱۶۸ فوت ۸ اینچ (۵۱٫۴۱ متر) بود. این کشتی در سال ۱۸۶۰ ساخته شد.